# Крушение под Нишапуром
Утром в среду 18 февраля 2004 года в селе Хайям под Нишапуром (Иран) взорвался железнодорожный состав, в результате чего погибли около 300 человек, среди которых несколько крупных политиков.

## Предшествующие обстоятельства
В ночь с 17 на 18 февраля, по невыясненным до конца причинам, со станции Абу-Муслим в Нишапуре выкатился состав, состоящий из 51 вагона. Проехав на спуске 20 километров, в 4 утра по местному времени вагоны сошли с рельсов близ села Хайям (названо в честь Омара Хайяма) и загорелись. Вскоре к месту крушения прибыли спасательные команды, которые принялись ликвидировать возникший пожар. Между тем, 17 вагонов были загружены серой, 6 — бензином, 7 — нитратными удобрениями, и 10 — хлопком. Вообще 3 из 4 перечисленных грузов входят в состав различных взрывчатых веществ. Однако по иранской классификации, данные грузы относились к неопасным.

## Взрыв
Вскоре у места аварии собралось большое число любопытствующих. Также на месте находились политические чиновники из Нишапура (на следующий день должны были состояться парламентские выборы) и представители управления дороги. К утру пожарным удалось значительно сбить пламя, когда в 9:35 неожиданно для всех груз вагонов из-за выделившихся газов сдетонировал, что вызвало взрыв с оценочной мощностью около 180 тонн в тротиловом эквиваленте. На месте вагонов образовалась воронка глубиной около 15 метров, а село Хайям было разрушено. Значительные разрушения были в соседних Эйсхабаде, Дехноу, Хашемабаде и Нишапуре. В радиусе 10 километров были выбиты все оконные стёкла, а сам взрыв был слышен даже в Мешхеде, что находился в 75 километрах. Многие решили что началось землетрясение, а сейсмологи зафиксировали толчки в 3,6 балла.

## Последствия
Взрыв убил несколько сотен людей, включая большое количество пожарных и чиновников. Среди погибших оказались главы Хорасана и Нишапура, глава пожарной охраны, репортёр ИРНА. Ликвидация последствий взрыва заняла несколько дней, а для охраны разрушенных сёл от мародёров пришлось привлечь стражей Исламской революции. Катастрофа под Нишапуром нанесла ущерб в десятки миллиардов (по окончательным оценкам — 300 миллиардов) риалов, что нанесло серьёзный экономический удар стране, которая ещё не полностью оправилась после произошедшего за полтора месяца до этого (26 декабря 2003 года) землетрясения в Баме. В память о погибших был объявлен трёхдневный траур. Свои соболезнования иранскому народу отправил Генеральный секретарь ООН Кофи Аннан.
В результате взрыва по данным местных СМИ официально погибли 287 человек, в том числе около 150 чиновников и пожарных. Позже органы государственной власти заявили о 295 погибших, включая 182 пожарных и чиновника, и 460 раненных. Однако по мнению многих журналистов эти цифры занижены, а число погибших куда выше 300.

## Причины
Одной из главных причин катастрофы стала неправильная транспортировка взрывоопасных грузов, поэтому вскоре на железнодорожном транспорте Ирана была введена новая классификация грузов. Также серьёзные вопросы вызвал уход состава со станции, ведь точные причины этого так до конца и не были выяснены. Изначально выдвигалась версия о небольших подземных толчках, вызвавших движение поезда. Однако министр транспорта страны отверг эту информацию и заявил, что имеет случай грубой ошибки либо злого умысла одного из рабочих, о чём уже ведётся расследование. В июне 2007 года были найдены и осуждены железнодорожники, виновные в уходе состава со станции.